# Saint-Prim
Saint-Prim är en kommun i departementet Isère i regionen Auvergne-Rhône-Alpes i sydöstra Frankrike. Kommunen ligger i kantonen Roussillon som tillhör arrondissementet Vienne. År 2022 hade Saint-Prim 1 454 invånare.

## Befolkningsutveckling
Antalet invånare i kommunen Saint-Prim
Referens:INSEE